# Katastrofa lotu Austral Lineas Aereas 901
Katastrofa lotu Austral Lineas Aereas 901 – katastrofa lotnicza, która wydarzyła się 7 maja 1981 roku nieopodal lotniska Jorge Newbery w Buenos Aires. Podczas podejścia do lądowania samolotu BAC One-Eleven, maszyna uderzyła w koryto rzeki. Zginęli wszyscy na pokładzie.

## Samolot
Maszyną obsługującą lot 901 był BAC One-Eleven (nr rej.LV-LOX) o numerze seryjnym 212. Samolot został wyprodukowany w 1970 roku i wylatał 21729 godzin.

## Przebieg lotu
Samolot wystartował z niewielkiego lotniska w mieście San Miguel de Tucumán. Podczas podejścia do Portu Lotniczego im. Jorge Newbery w Buenos Aires panowały złe warunki pogodowe do lądowania. Lot 901 był jednym z wielu lądowań tamtego dnia. Załoga miała posadzić samolot na pasie startowym nr 13. Przez gęstą mgłę unoszącą się nad lotniskiem, piloci stracili pas z oczu i byli zmuszeni odejść na drugi krąg. Podczas drugiej próby lądowania maszyna zeszła do 600 metrów, gdy drugi pilot stracił nad nią kontrolę. Samolot rozbił się w małej rzece około kilometr od pasa startowego. Wszyscy na pokładzie zginęli.

## Przyczyny wypadku
Rada Bezpieczeństwa Lotnictwa Cywilnego Argentyny wydała raport, w którym winą za rozbicie się samolotu obarczono pilotów, którzy nie zdawali sobie sprawy z intensywności burzy oraz złe warunki pogodowe panujące nad Buenos Aires.